# مراسي (فلم)
مراسي هو فيلم (تلفزيوني/درامي/إماراتي) من إنتاج تلفزيون الشارقة. تم عرض الفيلم لأول مرة على قنوات الشارقة، ثم أتيح لاحقًا على منصة الشارقة الرقمية مرايا. الفيلم من إخراج حاتم صلاح الدين، وتأليف طلال محمود (قصة) وطلال محمود وحاتم صلاح الدين وهاني الشيباني (سيناريو وحوار). يضم الفيلم مجموعة من الممثلين منهم خالد ذياب وصوغة وسعيد الشرياني وغيرهم.
---

## القصة
"يُقدم فيلم 'مراسي' دراما اجتماعية متشابكة، تستعرض قصصًا متوازية لشخصيات متنوعة من مختلف شرائح المجتمع. تتشابك حياة هذه الشخصيات وتتأثر مساراتها من خلال متابعتهم المشتركة لبرنامج 'الخط المباشر'. يبدأ الفيلم وينتهي داخل استوديو المذيع، الذي يشكل صوته الرابط المحوري بين الأحداث المتباينة وتقاطعاتها، كاشفًا عن ظروف وتحديات كل شخصية."
---

## طاقم التمثيل
- حبيب غلوم
- خالد ذياب
- صوغة
- سعيد الشرياني
- إيمان حسين
- مبارك ماشي
- عبدالله الراشدي
- فاي
- قصايد
- أحمد شاهين
- فاطمة
- هدى سالم
- مصطفى الأميري
- عيسى الشامسي
- طلال العيسائي
- هزاع
- حسين محمود

---

## فريق العمل
- إخراج: حاتم صلاح الدين
- قصة: طلال محمود
- سيناريو وحوار: طلال محمود، حاتم صلاح الدين، هاني الشيباني
- مدير تصوير: حسين ميسري، هاني الشيباني
- موسيقى تصويرية ومكساج: حاتم صلاح الدين، محمد طرار
- مونتاج: حاتم صلاح الدين
- منتج منفذ: صقر الصحراء (بإدارة هاني الشيباني)
- إنتاج: تلفزيون الشارقة

---

## العرض
تم عرض فيلم "مراسي" لأول مرة على قنوات تلفزيون الشارقة، ثم أتيح لاحقًا للمشاهدة عبر منصتها الرقمية "مرايا".   
---